# Ronny (Schlagersänger)/Diskografie
Diese Diskografie ist eine Übersicht über die musikalischen Werke des deutschen Sängers, Liedtexters und Musikproduzenten Ronny. Den Quellenangaben und Schallplattenauszeichnungen zufolge hat er bisher mehr als 4,1 Millionen Tonträger verkauft, vor allem in seiner Heimat. Seine erfolgreichsten Veröffentlichungen sind die beiden Nummer-eins-Hits Oh My Darling Caroline und Kleine Annabell. Darüber hinaus schrieb er mit Du sollst nicht weinen, Heidschi Bumbeidschi und Ich sing’ ein Lied für dich drei Nummer-eins-Hits für den ehemaligen niederländischen Kinderstar Heintje. Insgesamt schafften es fünf Autorenbeteiligungen (Musik/Text) von Ronny (unter seinem bürgerlichen Namen Wolfgang Roloff oder seinem Pseudonym Wolf Hausmann) an die Chartspitze in Deutschland, womit er zu den erfolgreichsten Autoren der Chartgeschichte zählt. Die Singles hielten sich insgesamt 33 Wochen an der Chartspitze.

## Bandprojekte und Pseudonyme
| Bandprojekte - The Blizzards – mit Werner Last - Bob und Eddy – mit Eddy Börner - Die Colorados – mit Rolf Simon - Geck & Gag – mit Karl-Heinz Becker - Die Palinos – mit Rolf Simon - Rocky und die Montana Boys – mit Rolf Simon und Jürgen Wagner - Sunland – mit Klaus Jacob und Ralf Jenzen - The Telstars – mit Werner Last - Truman Baker and His Orchestra – mit Karl-Heinz Becker - Truman Bley’s African-Rhythm-Machine – mit Peter Bancroft - Das Valerie Trio – mit Eddy Börner und Valerie Hück | Weitere Pseudonyme - Otto Bänkel - Roger Ford and His Orchestra - Maxim Boris and His Orchestra - Das Orchester Melodia Bürgerlicher Name - Wolfgang Roloff – Bürgerlicher Name von Ronny |

## Alben

### Studioalben
| Jahr | Titel Musiklabel Katalog-Nr.                                   | Höchstplatzierung, Gesamtwochen/‑monate, AuszeichnungChartplatzierungen (Jahr, Titel, Musiklabel Katalog-Nr., Platzierungen, Wochen/Monate, Auszeichnungen, Anmerkungen) | Höchstplatzierung, Gesamtwochen/‑monate, AuszeichnungChartplatzierungen (Jahr, Titel, Musiklabel Katalog-Nr., Platzierungen, Wochen/Monate, Auszeichnungen, Anmerkungen) | Höchstplatzierung, Gesamtwochen/‑monate, AuszeichnungChartplatzierungen (Jahr, Titel, Musiklabel Katalog-Nr., Platzierungen, Wochen/Monate, Auszeichnungen, Anmerkungen) | Anmerkungen                             |
| Jahr | Titel Musiklabel Katalog-Nr.                                   | DE | AT | CH | Anmerkungen                             |
| ---- | -------------------------------------------------------------- | --- | --- | --- | --------------------------------------- |
| 1964 | Oh My Darling Caroline Telefunken SLE 14 317                   | DE20 (5 Mt.)DE | — | — | Erstveröffentlichung: 1964              |
| 1965 | Über Länder und Meere Telefunken SLE 14 385                    | DE30 (6 Mt.)DE | — | — | Erstveröffentlichung: 1965              |
| 1967 | Hohe Tannen Telefunken SLE 14 512                              | DE12 (5 Mt.)DE | — | — | Erstveröffentlichung: 1967              |
| 1969 | Über die weite Prärie Telefunken SLE 14 553                    | — | — | — | Erstveröffentlichung: 1969              |
| 1970 | Im schönsten Wiesengrunde Telefunken SLE 14 586                | — | — | — | Erstveröffentlichung: 13. August 1970   |
| 1970 | Little Sweetheart Belinda Telefunken SLE 14 622                | — | — | — | Erstveröffentlichung: 1970              |
| 1973 | Die Sonne geht unter, die Sonne geht auf Telefunken SLE 14 682 | — | — | — | Erstveröffentlichung: 1973              |
| 1975 | Mit dem Wind muss ich weiterzieh’n BASF 20 22493-7             | — | — | — | Erstveröffentlichung: 1975              |
| 1981 | Stimme der Heimat K-tel TG 1333                                | DE4 (14 Wo.)DE | AT6 (1 Mt.)AT | — | Erstveröffentlichung: 1981              |
| 1984 | Stimme des Meeres K-tel TG 1511                                | DE12 (8 Wo.)DE | — | — | Erstveröffentlichung: 3. September 1984 |

grau schraffiert: keine Chartdaten aus diesem Jahr verfügbar

### Kompilationen
| Jahr | Titel Musiklabel Katalog-Nr.                                                  | Höchstplatzierung, Gesamtwochen/‑monate, AuszeichnungChartplatzierungen (Jahr, Titel, Musiklabel Katalog-Nr., Platzierungen, Wochen/Monate, Auszeichnungen, Anmerkungen) | Höchstplatzierung, Gesamtwochen/‑monate, AuszeichnungChartplatzierungen (Jahr, Titel, Musiklabel Katalog-Nr., Platzierungen, Wochen/Monate, Auszeichnungen, Anmerkungen) | Höchstplatzierung, Gesamtwochen/‑monate, AuszeichnungChartplatzierungen (Jahr, Titel, Musiklabel Katalog-Nr., Platzierungen, Wochen/Monate, Auszeichnungen, Anmerkungen) | Anmerkungen                                                 |
| Jahr | Titel Musiklabel Katalog-Nr.                                                  | DE | AT | CH | Anmerkungen                                                 |
| ---- | ----------------------------------------------------------------------------- | --- | --- | --- | ----------------------------------------------------------- |
| 1967 | Die großen Erfolge Telefunken SLE 14 460                                      | DE8 (7 Mt.)DE | — | — | Erstveröffentlichung: 8. Juni 1967                          |
| 1969 | Die großen Erfolge 2 Telefunken SLE 14 528                                    | DE40 (1 Mt.)DE | — | — | Erstveröffentlichung: 10. Januar 1969                       |
| 1979 | Stimme der Prärie K-tel TG 1215                                               | DE2 Gold · (13 Wo.)DE | AT2 (10 Wo.)AT | — | Erstveröffentlichung: 3. September 1979 Verkäufe: + 250.000 |
| 2012 | Hohe Tannen – Das Beste Telamo 4053800420004                                  | DE33 Gold · (33 Wo.)DE | AT50 (2 Wo.)AT | — | Erstveröffentlichung: 2. November 2012 Verkäufe: + 100.000  |
| 2013 | Hohe Tannen – Raritäten Telamo 405380430219                                   | DE97 (1 Wo.)DE | — | — | Erstveröffentlichung: 23. August 2013                       |
| 2014 | Gold [2014] Telamo 405380430081                                               | DE13 (39 Wo.)DE | AT60 (1 Wo.)AT | — | Erstveröffentlichung: 18. Juli 2014                         |
| 2016 | Das Beste [2016] Telamo 405380430745                                          | DE2 (64 Wo.)DE | AT10 (2 Wo.)AT | CH57 (1 Wo.)CH | Erstveröffentlichung: 25. März 2016                         |
| 2018 | Platin Telamo 405380431224                                                    | DE22 (58 Wo.)DE | AT33 (1 Wo.)AT | CH30 (1 Wo.)CH | Erstveröffentlichung: 27. Juli 2018                         |
| 2019 | Stimmen der Meere Telamo 4053804314022                                        | DE64 (2 Wo.)DE | — | — | Erstveröffentlichung: 20. September 2019                    |
| 2021 | Das Beste zum 90. Geburtstag – Die große Jubiläumsedition Telamo 405380431609 | DE10 (7 Wo.)DE | — | — | Erstveröffentlichung: 26. März 2021                         |
| 2022 | Diamant Telamo 405380431803                                                   | DE35 (7 Wo.)DE | — | — | Erstveröffentlichung: 26. August 2022                       |
| 2023 | Das Beste [2023] Telamo 405380431895                                          | DE19 (3 Wo.)DE | — | — | Erstveröffentlichung: 7. Juli 2023                          |
| 2024 | Seine unvergessenen Lieder Telamo 4099964052947                               | DE67 (1 Wo.)DE | — | — | Erstveröffentlichung: 12. Juli 2024                         |

grau schraffiert: keine Chartdaten aus diesem Jahr verfügbar
Weitere Kompilationen
| Jahr | Titel Musiklabel Katalog-Nr.                                                | Anmerkungen                                                       |
| ---- | --------------------------------------------------------------------------- | ----------------------------------------------------------------- |
| 1967 | Spotlight on Ronny Telefunken PLP 6105                                      | Erstveröffentlichung: 1967 nur in den Niederlanden veröffentlicht |
| 1969 | Ronny Marcato/Telefunken 79217                                              | Erstveröffentlichung: 21. März 1969                               |
| 1970 | Portrait in Musik Telefunken LC 0366                                        | Erstveröffentlichung: 1970                                        |
| 1977 | Seine größten Erfolge SR International 66 493 8                             | Erstveröffentlichung: 1977                                        |
| 1979 | Wolgalied – Die großen Erfolge Telefunken 6.28472                           | Erstveröffentlichung: 1979                                        |
| 1979 | Kleine Annabell Telefunken 28 364-8                                         | Erstveröffentlichung: 1979                                        |
| 1990 | Das große deutsche Schlager-Archiv Sono Cord 36 288-9                       | Erstveröffentlichung: 1990 mit Phil & John                        |
| 1993 | Die Ronny-Hitparade Ariola Express 74321 13202 2                            | Erstveröffentlichung: 1993 · Verkäufe: + 250.000; DE: Gold        |
| 1993 | Kleine Annabell Convoy 849 951-2                                            | Erstveröffentlichung: 24. August 1993                             |
| 1995 | Fernweh All Star Music                                                      | Erstveröffentlichung: 16. Oktober 1995                            |
| 1996 | Hohe Tannen: Ronny singt die schönsten deutschen Volkslieder All Star Music | Erstveröffentlichung: 22. April 1996                              |
| 1997 | Sierra Madre del Sur Ariola Express 74321 47564 2                           | Erstveröffentlichung: 27. Mai 1997                                |
| 2000 | Gold Ariola Express 74321 80384 2                                           | Erstveröffentlichung: Dezember 2000                               |
| 2002 | Ronny Euro Trend 152.760                                                    | Erstveröffentlichung: 2002                                        |
| 2007 | Von den blauen Bergen kommen wir Bear Family BCD 16540                      | Erstveröffentlichung: 6. Januar 2007 als Bob und Eddy             |
| 2013 | Adios My Darling Telamo 405380430284                                        | Erstveröffentlichung: 13. September 2013                          |
| 2013 | Kein schöner Land Telamo 405380430285                                       | Erstveröffentlichung: 13. September 2013                          |
| 2014 | Stefan Mross präsentiert: Legenden der Volksmusik Telamo 405380430304       | Erstveröffentlichung: 28. Februar 2014                            |
| 2014 | Die schönsten Seemannslieder Grüezi 26186                                   | Erstveröffentlichung: 8. August 2014                              |
| 2014 | Wunschkonzert – Ein Stern geht auf Telamo 405380420136                      | Erstveröffentlichung: 19. September 2014                          |
| 2014 | Kein schöner Land – Die schönsten Volkslieder SJ SJCE0051                   | Erstveröffentlichung: 31. Oktober 2014                            |
| 2014 | Raritäten SJ SJCE0052                                                       | Erstveröffentlichung: 31. Oktober 2014                            |
| 2014 | Rolling Home SJ SJCE0048                                                    | Erstveröffentlichung: 14. November 2014                           |
| 2019 | Schlager-Raritäten – Peggy-Lu Music Tales 2087747                           | Erstveröffentlichung: 12. Juli 2019 als Bob und Eddy              |

### EPs
| Jahr | Titel Musiklabel Katalog-Nr.                 | Anmerkungen                                                                |
| ---- | -------------------------------------------- | -------------------------------------------------------------------------- |
| 1959 | Fern in Java Polydor 20 464                  | Erstveröffentlichung: 1959 Split-EP als Bob und Eddy mit den Stefano Twins |
| 1964 | Oh My Darling Caroline Telefunken 460 TV 650 | Erstveröffentlichung: 1964 nur in Frankreich veröffentlicht                |

### Weihnachtsalben
| Jahr | Titel Musiklabel Katalog-Nr. | Anmerkungen |
| ---- | --- | --- |
| 1968 | Weihnachten zu Hause / Weihnachten mit Ronny (1990er-Version) / Am Weihnachtsbaum die Lichter brennen (2003er-Version) Telefunken SLE 14 523 / Pilz 441560-2 / Ariola Express 82876 52801 2 | Erstveröffentlichung: 1968 Neuauflage: 27. September 2013 (mit dem Zusatztitel Wenn der Schnee fällt auf die Rosen) |

## Singles
| Jahr | Titel Musiklabel Katalog-Nr.                                                        | Höchstplatzierung, Gesamtwochen/‑monate, AuszeichnungChartplatzierungen (Jahr, Titel, Musiklabel Katalog-Nr., Platzierungen, Wochen/Monate, Auszeichnungen, Anmerkungen) | Höchstplatzierung, Gesamtwochen/‑monate, AuszeichnungChartplatzierungen (Jahr, Titel, Musiklabel Katalog-Nr., Platzierungen, Wochen/Monate, Auszeichnungen, Anmerkungen) | Höchstplatzierung, Gesamtwochen/‑monate, AuszeichnungChartplatzierungen (Jahr, Titel, Musiklabel Katalog-Nr., Platzierungen, Wochen/Monate, Auszeichnungen, Anmerkungen) | Anmerkungen                                                                                          |
| Jahr | Titel Musiklabel Katalog-Nr.                                                        | DE | AT | CH | Anmerkungen                                                                                          |
| ---- | ----------------------------------------------------------------------------------- | --- | --- | --- | --- |
| 1954 | Ach hätt’ ich das Gefühl doch mal / Ach Walther, Walther, Walther Columbia DW 5325  | — | — | — | Erstveröffentlichung: 1954 als Das Valerie Trio                                                      |
| 1959 | Gina / Mulio-Mulita Polydor 23 916                                                  | — | — | — | Erstveröffentlichung: 1959 als Bob und Eddy                                                          |
| 1959 | Louisiana / Kenny Jones Polydor 24 054                                              | — | — | — | Erstveröffentlichung: 1959 als Bob und Eddy                                                          |
| 1960 | Peggy-Lu / Der schwarze Bill (Das Lied von der roten Jenny) Polydor 24 366          | — | — | — | Erstveröffentlichung: 1960 als Bob und Eddy                                                          |
| 1960 | San Antonio Rose / Von den blauen Bergen kommen wir Polydor 24 280                  | — | — | — | Erstveröffentlichung: 1960 als Bob und Eddy Original (B-Seite): She’ll Be Coming ’Round the Mountain |
| 1961 | Ich bin nur ein Zigeuner / Janosch spiel … Adano 90017                              | — | — | — | Erstveröffentlichung: 1961 als Wolfgang Roloff                                                       |
| 1961 | Jim, Jonny und Jonas / Buh–Huh Polydor 24 495                                       | — | — | — | Erstveröffentlichung: 1961 als Bob und Eddy                                                          |
| 1961 | Blue Carousel / Nikolaschka Polydor 24 693                                          | — | — | — | Erstveröffentlichung: 1961 als Geck & Gag                                                            |
| 1962 | Mr. Brown aus Dixie Town / Ebony Polydor 24 698                                     | — | — | — | Erstveröffentlichung: 1962 als Bob und Eddy                                                          |
| 1962 | Heidelberg–Walz / Das Abschiedslied Polydor 24 826                                  | — | — | — | Erstveröffentlichung: 1962 als Das Orchester Melodia                                                 |
| 1962 | Frühling war es am Blue River / Montana Mandolino AK 506                            | — | — | — | Erstveröffentlichung: 1962 als Rocky und die Montana Boys                                            |
| 1963 | Mexico–Rose / Alter Cowboy Philipps 345 573 PF                                      | — | — | — | Erstveröffentlichung: 1963 als Die Colorados                                                         |
| 1963 | Diamonds / Happy Cowboy Philipps 345 573 PF                                         | DE34 (1 Mt.)DE | — | — | Erstveröffentlichung: 8. Februar 1963 als The Blizzards                                              |
| 1963 | Telstar / Madeleine Polydor 24 939                                                  | — | — | — | Erstveröffentlichung: 1963 als The Telstars                                                          |
| 1963 | Des Klempners Töchterlein / Das kommt vom vielen … Elite Special 269 305 TF         | — | — | — | Erstveröffentlichung: 1963 als Otto Bänkel                                                           |
| 1963 | Lindenbaum / Tief drin im Böhmerwald Mandolino Record AK513                         | — | — | — | Erstveröffentlichung: 1963 als Die Palinos                                                           |
| 1963 | Hiawatha / Pony-Express Philipps 345 634 PF 90                                      | — | — | — | Erstveröffentlichung: 24. September 1963 als The Blizzards                                           |
| 1963 | Oh My Darling Caroline / Lu La Lu Telefunken U 55 54                                | DE1 Gold · (6 Mt.)DE | — | — | Erstveröffentlichung: Dezember 1963 Verkäufe: + 500.000                                              |
| 1964 | Mountain-Music’s Going Round / Wind In My Hair Telefunken U 55 552                  | — | — | — | Erstveröffentlichung: Februar 1964                                                                   |
| 1964 | Kein Gold im Blue River / Valeri, Valera Telefunken U 55 550                        | DE5 (3 Mt.)DE | — | — | Erstveröffentlichung: Mai 1964                                                                       |
| 1964 | Kleine Annabell / Kenn ein Land Telefunken U 55 551                                 | DE1 Gold · (5 Mt.)DE | AT3 (3 Mt.)AT | — | Erstveröffentlichung: Oktober 1964 Verkäufe: + 500.000                                               |
| 1965 | Darling, Goodnight / Und der Regen, der rinnt Telefunken U 55 553                   | DE8 (4 Mt.)DE | — | — | Erstveröffentlichung: April 1965                                                                     |
| 1965 | Anja, Anja / Sweet Marylie Telefunken 20 022 (1965) / Telefunken U 55 554 (1966)    | DE4 (3½ Mt.)DE | — | — | Erstveröffentlichung: Oktober 1965                                                                   |
| 1966 | Eine kleine Träne / Sweetheart, es war schön Telefunken U 55 555                    | DE12 (4½ Mt.)DE | AT5 (3 Mt.)AT | — | Erstveröffentlichung: März 1966                                                                      |
| 1966 | Wenn du einsam bist / Dunja, du Telefunken U 55 556                                 | DE5 (5 Mt.)DE | — | — | Erstveröffentlichung: September 1966                                                                 |
| 1966 | Dreaming Island / Gringo Ariola 19 108                                              | — | — | — | Erstveröffentlichung: 1966 als Truman Baker and His Orchestra                                        |
| 1967 | Lass die Sonne wieder scheinen / Einmal noch Telefunken U 55 557                    | DE5 Gold · (6½ Mt.)DE | — | — | Erstveröffentlichung: Februar 1967 Verkäufe: + 500.000                                               |
| 1967 | Adios My Darling / Rosen so rot Telefunken U 55 558                                 | DE5 (4 Mt.)DE | — | — | Erstveröffentlichung: Juli 1967                                                                      |
| 1967 | Lass die Sonne wieder scheinen / Kleine Annabell Telefunken 55 569                  | — | — | — | Erstveröffentlichung: 1967 als Maxim Boris and His Orchestra                                         |
| 1968 | Doch dann kamst du / Ich denk’ an dich Telefunken U 55 559                          | DE15 (3 Mt.)DE | AT17 (1 Mt.)AT | — | Erstveröffentlichung: Januar 1968                                                                    |
| 1968 | Hohe Tannen / Steh ich in finstrer Mitternacht Telefunken U 55 560                  | DE21 (2½ Mt.)DE | — | — | Erstveröffentlichung: Mai 1968                                                                       |
| 1968 | Sie war so wunderbar / Musst nicht weinen um mich Telefunken U 55 563               | DE34 (½ Mt.)DE | — | — | Erstveröffentlichung: August 1968                                                                    |
| 1968 | Laura, oh Laura / Jesse James Telefunken U 55 561                                   | DE24 (1½ Mt.)DE | — | — | Erstveröffentlichung: Dezember 1968                                                                  |
| 1969 | Er war nur ein armer Zigeuner / Wenn der Tag zu Ende geht Telefunken U 55 562       | DE5 (2½ Mt.)DE | — | — | Erstveröffentlichung: März 1969                                                                      |
| 1969 | Nun leb’ wohl (es wär’ so schön gewesen) / Oh, Shenandoah Telefunken U 55 564       | — | — | — | Erstveröffentlichung: Dezember 1969                                                                  |
| 1970 | Sierra Madre del Sur / Oh Muchachos Telefunken U 55565                              | — | — | — | Erstveröffentlichung: August 1970                                                                    |
| 1971 | Little Sweetheart Belinda / Sonnenschein auf allen Wegen Telefunken U 55 566        | DE44 (2 Wo.)DE | — | — | Erstveröffentlichung: April 1971                                                                     |
| 1971 | Good Morning My Sweet Adalita / Es geht alles vorbei Telefunken U 55 567            | DE33 (4 Wo.)DE | — | — | Erstveröffentlichung: Oktober 1971                                                                   |
| 1972 | Die Sonne geht unter, die Sonne geht auf / Komm bald wieder Telefunken U 55 568     | — | — | — | Erstveröffentlichung: 1972                                                                           |
| 1972 | Cheerio / Es ist nicht alles Gold, was glänzt Telefunken U 55 569                   | — | — | — | Erstveröffentlichung: 1972                                                                           |
| 1973 | Wolgalied / Wenn der Tag zu Ende geht Telefunken U 55 570                           | — | — | — | Erstveröffentlichung: 1973                                                                           |
| 1974 | Einmal vergeht der schönste Sommer / Adios My Love BASF 06 12078-8                  | — | — | — | Erstveröffentlichung: 1974 Original (A-Seite): Steve Goodman – City of New Orleans                   |
| 1974 | I’m Gonna Knock On Your Door (Mono/Stereo) Bryan B-1004                             | — | — | — | Erstveröffentlichung: Juni 1974 nur in den USA veröffentlicht                                        |
| 1975 | Wenn der Schnee liegt auf den Rosen / Jahre kommen und gehen vorbei BASF 06 12403-1 | — | — | — | Erstveröffentlichung: 1975                                                                           |
| 1975 | Mary, oh Mary / Nur noch einmal nach Hause BASF 06 12699-9                          | — | — | — | Erstveröffentlichung: 1975                                                                           |
| 1976 | Serenata / Song of the Shenandoah Ariola 17 113                                     | — | — | — | Erstveröffentlichung: 1976 als Roger Ford and His Orchestra                                          |
| 1976 | Coconut Queen / Pah–Pah–Ti–Pah Ariola 17 875                                        | — | — | — | Erstveröffentlichung: 1976 als Sunland                                                               |
| 1977 | Gedeogambo / African Slave Ariola 11 741                                            | — | — | — | Erstveröffentlichung: 1977 als Truman Bley’s African-Rhythm-Machine                                  |
| 1984 | Wenn der Tag zu Ende geht / Hohe Tannen All Star LC 8937                            | — | — | — | Erstveröffentlichung: 1984                                                                           |
| 1988 | Edelweiß / Mit dem Wind muß ich weiterzieh’n Bellaphon 100-05-106                   | — | — | — | Erstveröffentlichung: 1988                                                                           |

grau schraffiert: keine Chartdaten aus diesem Jahr verfügbar

## Videoalben
| Jahr | Titel Musiklabel Katalog-Nr.  | Höchstplatzierung, Gesamtwochen, AuszeichnungChartplatzierungen (Jahr, Titel, Musiklabel Katalog-Nr., Platzierungen, Wochen, Auszeichnungen, Anmerkungen) | Höchstplatzierung, Gesamtwochen, AuszeichnungChartplatzierungen (Jahr, Titel, Musiklabel Katalog-Nr., Platzierungen, Wochen, Auszeichnungen, Anmerkungen) | Höchstplatzierung, Gesamtwochen, AuszeichnungChartplatzierungen (Jahr, Titel, Musiklabel Katalog-Nr., Platzierungen, Wochen, Auszeichnungen, Anmerkungen) | Anmerkungen                                             |
| Jahr | Titel Musiklabel Katalog-Nr.  | DE | AT | CH | Anmerkungen                                             |
| ---- | ----------------------------- | --- | --- | --- | ------------------------------------------------------- |
| 2016 | Das Beste Telamo 405380440081 | DE*DE | AT1 (4 Wo.)AT | CH4 (1 Wo.)CH | Erstveröffentlichung: 25. März 2016 * siehe Kompilation |
| 2018 | Platin Telamo 405380440147    | DE*DE | — | — | Erstveröffentlichung: 27. Juli 2018 * siehe Kompilation |

## Autorenbeteiligungen und Produktionen
Ronny schreib die meisten seiner Lieder sowie die, an denen er als Bandmitglied oder Gastsänger beteiligt war, selbst. Die folgende Tabelle beinhaltet alle Charterfolge in Deutschland, Österreich und der Schweiz, die Ronny in seiner Funktion als Autor (A) sowie als Musikproduzent (P) feierte. Sie gibt Auskunft über das Werk, den Interpreten sowie Details zur Veröffentlichung und Verkaufszahlen wieder.
| Jahr | Titel Interpretation                                                 | Höchstplatzierung, Gesamtwochen/‑monate, AuszeichnungChartplatzierungen (Jahr, Titel, Interpretation, Platzierungen, Wochen/Monate, Auszeichnungen, Anmerkungen) | Höchstplatzierung, Gesamtwochen/‑monate, AuszeichnungChartplatzierungen (Jahr, Titel, Interpretation, Platzierungen, Wochen/Monate, Auszeichnungen, Anmerkungen) | Höchstplatzierung, Gesamtwochen/‑monate, AuszeichnungChartplatzierungen (Jahr, Titel, Interpretation, Platzierungen, Wochen/Monate, Auszeichnungen, Anmerkungen) | Anmerkungen                                                                                        | [↑]: gemeinsam behandelt mit vorhergehendem Eintrag; [←]: in beiden Charts platziert |
| Jahr | Titel Interpretation                                                 | DE | AT | CH | Anmerkungen                                                                                        |                                                                                      |
| ---- | -------------------------------------------------------------------- | --- | --- | --- | -------------------------------------------------------------------------------------------------- | ------------------------------------------------------------------------------------ |
| 1963 | Happy Cowboy A The Blizzards / Billy Vaughn & Orchestra              | DE34 (1 Mt.)DE | — | — | Erstveröffentlichung: 8. Februar 1963                                                              |                                                                                      |
| 1963 | Oh My Darling Caroline A, P Ronny                                    | DE1 Gold · (6 Mt.)DE | — | — | Erstveröffentlichung: Dezember 1963 Verkäufe: + 500.000                                            |                                                                                      |
| 1964 | Kein Gold im Blue River A, P Ronny                                   | DE5 (3 Mt.)DE | — | — | Erstveröffentlichung: Mai 1964                                                                     |                                                                                      |
| 1964 | Kleine Annabell A, P Ronny                                           | DE1 Gold · (5 Mt.)DE | AT3 (3 Mt.)AT | — | Erstveröffentlichung: Oktober 1964 Verkäufe: + 500.000                                             |                                                                                      |
| 1965 | Anja, Anja A, P Ronny                                                | DE4 (3½ Mt.)DE | — | — | Erstveröffentlichung: Oktober 1965                                                                 |                                                                                      |
| 1966 | Eine kleine Träne A, P Ronny                                         | DE12 (4½ Mt.)DE | AT5 (3 Mt.)AT | — | Erstveröffentlichung: März 1966                                                                    |                                                                                      |
| 1966 | Dunja, du A, P Ronny                                                 | DE5 (5 Mt.)DE | — | — | Erstveröffentlichung: September 1966                                                               |                                                                                      |
| 1967 | Zehn Kosaken, kein Gewehr (wer weiss was Morgen ist) A, P Sigi Hoppe | DE36 (½ Mt.)DE | — | — | Erstveröffentlichung: Januar 1967                                                                  |                                                                                      |
| 1967 | Lass die Sonne wieder scheinen A, P Ronny                            | DE5 Gold · (6½ Mt.)DE | — | — | Erstveröffentlichung: Februar 1967 Verkäufe: + 500.000                                             |                                                                                      |
| 1967 | Adios My Darling A, P Ronny                                          | DE5 (4 Mt.)DE | — | — | Erstveröffentlichung: Juli 1967                                                                    |                                                                                      |
| 1967 | Zwei kleine Sterne A Heintje                                         | DE2 (12½ Mt.)DE | AT15 (1 Mt.)AT | — | Erstveröffentlichung: November 1967                                                                |                                                                                      |
| 1968 | Doch dann kamst du A, P Ronny                                        | DE15 (3 Mt.)DE | AT17 (1 Mt.)AT | — | Erstveröffentlichung: Januar 1968                                                                  |                                                                                      |
| 1968 | Du sollst nicht weinen A Heintje                                     | DE1 (9 Mt.)DE | AT10 (4 Mt.)AT | CH3 (11 Wo.)CH | Erstveröffentlichung: April 1968 Verkäufe: + 1.090.000 Original: Arturo B. Adamini – La Golondrina |                                                                                      |
| 1968 | Ich bau’ Dir ein Schloß A Heintje[DE: ↑]                             | DE1 (9 Mt.)DE | AT10 (4 Mt.)AT[CH: ↑] | CH3 (11 Wo.)CH | Erstveröffentlichung: April 1968                                                                   |                                                                                      |
| 1968 | Hohe Tannen A, P Ronny                                               | DE21 (2½ Mt.)DE | — | — | Erstveröffentlichung: Mai 1968                                                                     |                                                                                      |
| 1968 | Sie war so wunderbar A Ronny                                         | DE34 (½ Mt.)DE | — | — | Erstveröffentlichung: August 1968                                                                  |                                                                                      |
| 1968 | Heidschi Bumbeidschi A Heintje                                       | DE1 Gold · (6½ Mt.)DE | AT5 (3 Mt.)AT | CH5 (12 Wo.)CH | Erstveröffentlichung: September 1968 Verkäufe: + 1.000.000                                         |                                                                                      |
| 1968 | Eine kleine Abschiedsträne A Heintje[DE: ↑]                          | DE1 Gold · (6½ Mt.)DE | AT13 (1 Mt.)AT[CH: ↑] | CH5 (12 Wo.)CH | Erstveröffentlichung: September 1968                                                               |                                                                                      |
| 1968 | Laura, oh Laura A, P Ronny                                           | DE24 (1½ Mt.)DE | — | — | Erstveröffentlichung: Dezember 1968                                                                |                                                                                      |
| 1969 | Ich sing’ ein Lied für dich A Heintje                                | DE1 (3½ Mt.)DE | AT9 (3 Mt.)AT | CH4 (7 Wo.)CH | Erstveröffentlichung: März 1969                                                                    |                                                                                      |
| 1969 | Er war nur ein armer Zigeuner A, P Ronny                             | DE5 (2½ Mt.)DE | — | — | Erstveröffentlichung: März 1969                                                                    |                                                                                      |
| 1969 | Scheiden tut so weh A Heintje                                        | DE4 (4½ Mt.)DE | AT17 (3 Mt.)AT | CH8 (3 Wo.)CH | Erstveröffentlichung: September 1969                                                               |                                                                                      |
| 1970 | Deine Tränen sind auch meine A Heintje                               | DE14 (2 Mt.)DE | AT12 (2 Mt.)AT | — | Erstveröffentlichung: März 1970                                                                    |                                                                                      |
| 1970 | Es kann nicht immer nur die Sonne scheinen A Heintje                 | DE12 (4½ Mt.)DE | — | — | Erstveröffentlichung: September 1970                                                               |                                                                                      |
| 1971 | Schneeglöckchen im Februar, Goldregen im Mai A Heintje               | DE4 (20 Wo.)DE | — | — | Erstveröffentlichung: Februar 1971                                                                 |                                                                                      |
| 1971 | Little Sweetheart Belinda A, P Ronny                                 | DE44 (2 Wo.)DE | — | — | Erstveröffentlichung: April 1971                                                                   |                                                                                      |
| 1971 | Schön sind die Märchen vergangener Zeiten A Heintje                  | DE23 (11 Wo.)DE | — | — | Erstveröffentlichung: Juni 1971                                                                    |                                                                                      |
| 1971 | Good Morning My Sweet Adalita A, P Ronny                             | DE33 (4 Wo.)DE | — | — | Erstveröffentlichung: Oktober 1971                                                                 |                                                                                      |
| 1971 | Alle schönen Dinge dieser Welt A Heintje                             | DE25 (4 Wo.)DE | — | — | Erstveröffentlichung: November 1971                                                                |                                                                                      |
| 1973 | Ich denk’ an dich A Heintje                                          | DE18 (6 Wo.)DE | — | — | Erstveröffentlichung: Oktober 1973                                                                 |                                                                                      |
| 1982 | Ich bau’ dir ein Schloß A Neue Heimat                                | DE33 (14 Wo.)DE | — | — | Erstveröffentlichung: April 1982                                                                   |                                                                                      |

grau schraffiert: keine Chartdaten aus diesem Jahr verfügbar

## Sonderveröffentlichungen
| Jahr | Titel Album                         | Anmerkungen                                           |
| ---- | ----------------------------------- | ----------------------------------------------------- |
| 2005 | Sierra Madre del Sur Ich sag’ Danke | Erstveröffentlichung: 2005 Heintje Simons feat. Ronny |

## Promoveröffentlichungen
| Jahr | Titel Musiklabel Katalog-Nr.                                          | Anmerkungen                                 |
| ---- | --------------------------------------------------------------------- | ------------------------------------------- |
| 1962 | Bye, Bye, Mary-Ann / Es geht nicht immer wie man denkt Polydor 24 941 | Erstveröffentlichung: 1962 als Bob und Eddy |

## Boxsets
| Jahr | Titel Musiklabel Katalog-Nr.                          | Anmerkungen                             |
| ---- | ----------------------------------------------------- | --------------------------------------- |
| 1997 | Seine größten Erfolge Ariola Express 74321 50046 2    | Erstveröffentlichung: 8. September 1997 |
| 2004 | Ein Leben für die Musik, Folge 1 Ariola 74321 84075 2 | Erstveröffentlichung: 2004              |
| 2004 | Ein Leben für die Musik, Folge 2 Ariola 74321 88089 2 | Erstveröffentlichung: 2004              |
| 2016 | Das Beste – Das große Lebenswerk Telamo 405280420255  | Erstveröffentlichung: 2016              |
| 2018 | Kult Album Klassiker Telamo 405380420539              | Erstveröffentlichung: 23. August 2018   |
| 2019 | Stimmen der Meere Telamo 4053804207584                | Erstveröffentlichung: 26. April 2019    |

## Statistik

### Chartauswertung
Die folgende Aufstellung beinhaltet eine Übersicht über die Charterfolge Ronnys in den Album-, Single- sowie den Musik-DVD-Charts. In Deutschland besteht die Besonderheit, dass Videoalben sich ebenfalls in den Albumcharts platzieren. In Österreich und der Schweiz werden für Videoalben eigenständige Chartlisten geführt.
|                     | DE     | AT    | CH    |
| ------------------- | ------ | ----- | ----- |
| Nummer-eins-Alben   | DE—DE  | AT—AT | CH—CH |
| Top-10-Alben        | DE5DE  | AT3AT | CH—CH |
| Alben in den Charts | DE18DE | AT6AT | CH2CH |

|                       | DE     | AT    | CH    |
| --------------------- | ------ | ----- | ----- |
| Nummer-eins-Singles   | DE2DE  | AT—AT | CH—CH |
| Top-10-Singles        | DE9DE  | AT2AT | CH—CH |
| Singles in den Charts | DE17DE | AT3AT | CH—CH |

|                          | DE    | AT    | CH    |
| ------------------------ | ----- | ----- | ----- |
| Nummer-eins-Videoalben   | DE—DE | AT1AT | CH—CH |
| Top-10-Videoalben        | DE—DE | AT1AT | CH1CH |
| Videoalben in den Charts | DE—DE | AT1AT | CH1CH |

|                       | DE     | AT     | CH    |
| --------------------- | ------ | ------ | ----- |
| Nummer-eins-Singles   | DE5DE  | AT—AT  | CH—CH |
| Top-10-Singles        | DE14DE | AT6AT  | CH4CH |
| Singles in den Charts | DE29DE | AT11AT | CH4CH |

|                       | DE     | AT    | CH    |
| --------------------- | ------ | ----- | ----- |
| Nummer-eins-Singles   | DE2DE  | AT—AT | CH—CH |
| Top-10-Singles        | DE9DE  | AT2AT | CH—CH |
| Singles in den Charts | DE15DE | AT3AT | CH—CH |

### Auszeichnungen für Musikverkäufe
Anmerkung: Auszeichnungen in Ländern aus den Charttabellen bzw. Chartboxen sind in ebendiesen zu finden.
| Land/RegionAuszeichnungen für Musikverkäufe (Land/Region, Auszeichnungen, Verkäufe, Quellen) | Gold     | Platin | Verkäufe  | Quellen                           |
| -------------------------------------------------------------------------------------------- | -------- | ------ | --------- | --------------------------------- |
| Deutschland (BVMI)                                                                           | 7× Gold7 | —      | 4.100.000 | musikindustrie.de Einzelnachweise |
| Schweiz (IFPI)                                                                               | —        | —      | 90.000    | Einzelnachweise                   |
| Insgesamt                                                                                    | 7× Gold7 | —      |           |                                   |